# Malvern Star

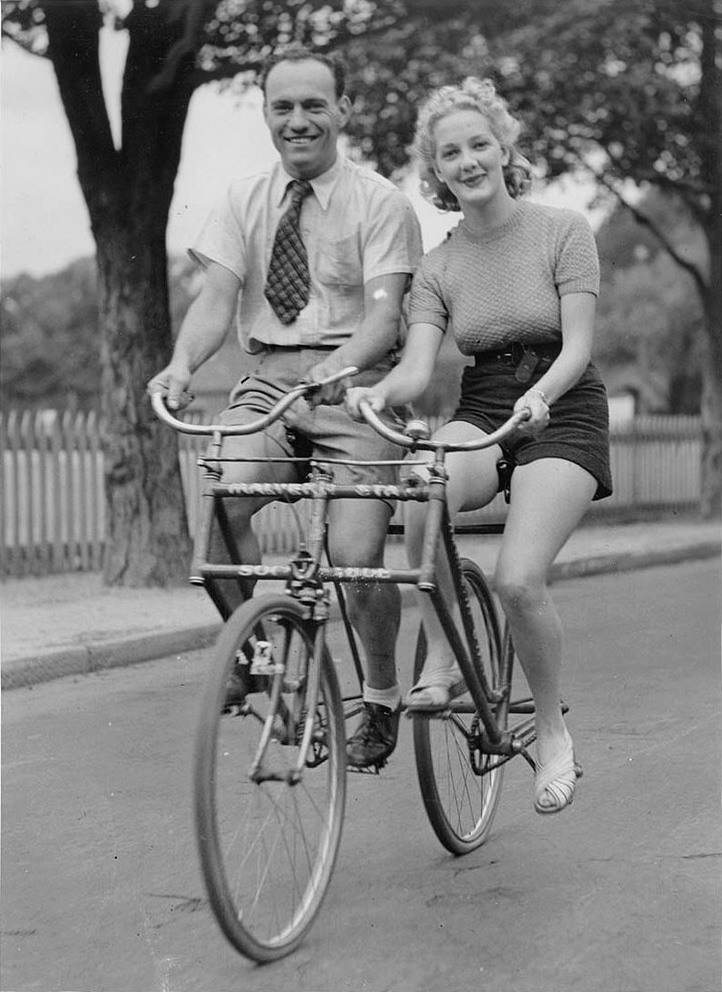
Man en vrouw op een tandem van Malvern Star

Malvern Star is een historisch merk van motorfietsen.
Tom Finnigan, later Bruce Small, Malvern, Melbourne. 
Australisch merk, opgericht als fietsenfabriek door Tom Finnigan in het begin van de 20e eeuw. Na de pensionering van Finnigan groeide het bedrijf sterk onder de leiding van Bruce Small. Waarschijnlijk ging men vlak voor de Tweede Wereldoorlog autocycles maken, een bromfiets naar Brits voorbeeld zoals de Raynal, Norman- en Aberdale-modellen. 
Ook de motortjes waren gelijk: Villiers 2F en Junior Deluxe tweetaktjes. Het model met de Villiers 2F motor was zelfs identiek aan de Norman (of Rambler). De productie van autocycles eindigde al in 1952 maar het merk Malvern Star bestaat nog steeds en is in bezit van een Taiwanees bedrijf.